# Fashion Maman
Pour plus de détails, voir Fiche technique et Distribution.
Fashion Maman ou Tante Helen au Québec (Raising Helen) est un film américain réalisé par Garry Marshall et sorti en 2004.

## Synopsis
Assistante de Dominique, patronne d'une agence de mannequin, Helen Harris est une jeune femme qui partage sa vie entre son travail et ses sorties. Mais cette vie de rêve est assombrie par le décès soudain de sa sœur aînée Lindsay et son époux dans un accident de voiture, laissant leurs trois enfants – Audrey qui a 15 ans, Henry qui a 10 ans et Sarah qui a 5 ans maintenant orphelins. À la lecture du testament de Lindsay, où elle est réunie avec Jenny, son autre sœur, Helen a été désignée contre toute attente comme tutrice de ses enfants.
Se retrouvant avec trois enfants à charge, Helen doit alterner sa carrière et s'occuper d'eux. Après avoir dû déménager de son appartement pour s'installer dans un autre plus modeste dans le Queens, elle les scolarise dans une école luthérienne dirigée par le pasteur Dan Parker.
Moins concentrée sur son travail, Helen est licenciée par Dominique et trouve un emploi dans une concession automobile. Alors qu'elle entame une idylle avec Dan, la jeune femme se heurte à la mentalité d'adolescente d'Audrey, ce qui provoque une crise de nerfs chez Helen, qui préfère confier les enfants à Jenny.
Par la suite, elle est réengagée dans l'agence de mannequins mais se rend compte qu'Audrey, Sarah et Henry lui manquent et part chez Jenny, afin de prouver qu'elle peut être aussi une bonne mère, ce qu'elle réussit.
Le lendemain, Helen, qui continue sa relation avec Dan, a la surprise de les voir revenir vivre avec elle dans l'appartement.

## Fiche technique
- Titre original : Raising Helen
- Titre français : Fashion Maman (France) ; Tante Helen (Canada)
- Réalisation : Garry Marshall
- Scénario : Jack Amiel (en) et Michael Begler (en), d'après une histoire de Patrick J. Clifton et Beth Rigazio
- Direction artistique : William Hiney
- Décors : Steven J. Jordan ; Suzette Sheets
- Costumes : Gary Jones
- Musique originale : John Debney et Mark Vogel
- Photographie : Charles Minsky
- Montage : Bruce Green et Tara Timpone
- Production : Ashok Amritraj et David Hoberman ; Todd Liberman et Karen Stirgwolt ; (coproducteurs)

David Scharf (associé) ; Mario Iscovich et Ellen H. Schwartz (exécutifs)
- Budget : 50 000 000 dollars[2]
- Sociétés  de production : Touchstone Pictures, Beacon Pictures, Mandeville Films et High Arc Productions
- Société de distribution :  Touchstone Pictures •  SND
- Pays de production :  États-Unis
- Langue : anglais
- Format : 1.85:1 - 35mm • Son DTS - Dolby Digital - SDDS
- Genre : Comédie dramatique, romance
- Durée :
- Dates de sortie :
  - États-Unis : 28 mai 2004
  - France : 18 mai 2005

## Distribution
- Kate Hudson (VF : Barbara Delsol ; VQ : Camille Cyr-Desmarais) : Helen Harris
- Joan Cusack (VF : Josiane Pinson ; VQ : Élise Bertrand) : Jenny Portman
- John Corbett (VF : Maurice Decoster ; VQ : Daniel Picard) : la pasteur Dan Parker
- Helen Mirren (VF : Béatrice Delfe ; VQ : Claudine Chatel) : Dominique
- Hayden Panettiere (VF : Kelly Marot ; VQ : Stéfanie Dolan) : Audrey Davis
- Spencer Breslin (VF : Maxime Nivet ; VQ : Laurent-Christophe De Ruelle]) : Henry Davis
- Joseph Mazzello : Peter
- Abigail Breslin (VQ : Rosemarie Houde) : Sarah Davis
- Felicity Huffman (VF : Danièle Douet ; VQ : Linda Roy) : Lindsay Davis
- Amber Valletta : Martina
- Sakina Jaffrey (VF : Ethel Houbiers) : Nilma Prasad
- Bernard White (VF : Constantin Pappas ; VQ : Manuel Tadros) : Ravi Prasad
- Hector Elizondo (VF : Pierre Dourlens ; VQ : Luis de Cespedes) : Mickey Massey
- Sean O'Bryan (en) (VF : Bernard Lanneau ; VQ : Patrice Dubois) : Paul Davis
- Kevin Kilner (VF : Stefan Godin) : Ed Portman
- Shakara Ledard : Tinka
- Emily Hart : la copine d'Audrey
- Paris Hilton : Amber
- Frank Campanella : un proche des défunts

Légende : VF : version française  ; VQ = version québécoise 

## Production
Le tournage du film a eu lieu de janvier à mai 2003 à New York, Springfield (New Jersey) et en Californie.

## Accueil
Fashion Maman a obtenu un accueil critique mitigé, obtenant un pourcentage de 23 % sur le site Rotten Tomatoes, avec une note moyenne de 4.6⁄10, basé sur 127 commentaires et une moyenne de 38⁄100 sur le site Metacritic pour 34 critiques, dont 4 avis positifs, 20 avis mitigés et 10 avis négatifs.
Durant ses quinze semaines d'exploitation en salles aux États-Unis, le long-métrage n'obtient pas le succès public escompté, récoltant au total 37 486 512 dollars de recettes pour un budget estimé à 50 millions de dollars. Les recettes mondiales de Fashion Maman sont de 49 718 611 dollars.
En France, le film sort en salles dans la quasi indifférence dans 25 salles, enregistrant un maigre résultat de 10 657 entrées .

### Box-office
| Pays ou région | Box-office     | Date d'arrêt du box-office | Nombre de semaines |
| -------------- | -------------- | -------------------------- | ------------------ |
| Mondial        | 49 718 611 USD | –                          | –                  |
| États-Unis     | 37 486 512 USD | 9 septembre 2004           | 15                 |
| France         | 10 657 entrées | 1er juin 2005              | 3                  |

## Autour du film
- Kate Hudson était enceinte pendant une partie du tournage. Dans la scène à la fin du film, elle touche son ventre inconsciemment quand elle marche[12].
- Il s'agit du quatorzième film dans lequel le réalisateur Garry Marshall dirige l'acteur Hector Elizondo.
- C'est le second long-métrage de l'actrice Abigail Breslin (révélée en 2006 par Little Miss Sunshine), qui joue avec son frère Spencer.